# Edson Fernando de Almeida
Edson Fernando de Almeida (20 de junho de 1965) é um teólogo, pastor, professor universitário e escritor brasileiro.

## Biografia
Estudou na Pontifícia Universidade Católica do Rio de Janeiro, onde fez o doutorado e o mestrado em Teologia, orientado pela teóloga Maria Clara Lucchetti Bingemer, e, também, a  especialização em Filosofia Contemporânea e a graduação em Psicologia. Sua dissertação e sua tese se basearam na obra de Jürgen Moltmann, pai da “Teologia da Esperança”.[carece de fontes?]
É pastor, desde 1992, da Igreja Cristã de Ipanema (ICI) , uma comunidade cristã autônoma e ecumênica na cidade do Rio de Janeiro. A ICI é membro do Conselho Nacional de Igrejas Cristãs no Rio de Janeiro (CONIC-Rio).
Foi ordenado na Igreja Presbiteriana do Brasil (IPB), após concluir o curso de Teologia do Seminário Presbiteriano do Sul. Ainda é membro do Presbitério Grande Londrina, da IPB, cedido para o pastorado na Igreja Cristã de Ipanema. Possui também grande notoriedade como celebrante de casamentos.[carece de fontes?]
Aderiu à "Carta Aberta aos Presidentes e Dirigentes das Igrejas Evangélicas do Brasil", junto com mais de cento e cinquenta outros pastores e líderes evangélicos. A carta alertava sobre a repercussão negativa junto à sociedade brasileira devido à participação massiva de parlamentares evangélicos na Comissão de Direitos Humanos da Câmara dos Deputados (CDHM). Recomendou-se ao Partido Social Cristão (PSC) a indicação de outro nome para a Presidência da CDHM, em substituição do deputado Marco Feliciano. Havia ainda a orientação de "que exemplos históricos como os do Pastor Martin Luther King, Jr. e do Bispo Desmond Tutu possam inspirar e servir de referência para a atuação dos vários parlamentares evangélicos na CDHM, levando-os a se posicionar ao lado dos que sofrem injustiças." O manifesto teve grande repercussão na mídia.
Foi professor do Instituto Metodista Bennett e do Seminário Teológico Batista do Sul do Brasil, tendo lecionado diversas disciplinas, sobretudo na área de Teologia Pastoral. Dezenas de seus ex-alunos são pastores em comunidade de diversas confissões evangélicas, especialmente na Convenção Batista Brasileira e na Igreja Metodista do Brasil.[carece de fontes?]
Também foi professor da pós-graduação da Universidade Veiga de Almeida e do Centro Universitário La Salle. É professor da pós-graduação da Faculdade Teológica Sul Americana, em Londrina, no Paraná.[carece de fontes?]
É autor de diversos artigos acadêmicos na área de Teologia, além de ser organizador, coautor ou autor dos seguintes livros:
- Del vivir apático al vivir simpático: sufrimiento y muerte (em espanhol), San Pablo (editora), Colômbia

- Desejo e mistério: olhares diversos sobre a sexualidade

- Jardinagens teológicas
- Teologia para quê?
- Do viver apático ao viver simpático: morte e sofrimento
- Para quem tem fome de beleza
- Dores que nos transformam